# Le Piège (Angel)
Pour les articles homonymes, voir Le Piège.
Le Piège est le 8e épisode de la saison 4 de la série télévisée Angel.

## Résumé
Les membres d'Angel Investigations se remettent de leur combat contre la Bête. Wesley décide d'arrêter sa relation avec Lilah Morgan et de réintégrer à nouveau l'équipe. Connor s'introduit dans les locaux de Wolfram & Hart afin d'en apprendre plus sur la Bête mais celle-ci est également dans le bâtiment. La Bête massacre tous les employés de Wolfram & Hart, tuant notamment Gavin Park. Elle s'en prend également à Lilah et la blesse avant de se battre contre Connor. Wesley arrive et distrait la Bête le temps de s'enfuir avec Lilah. Tous deux arrivent à sortir du bâtiment. Wesley informe ensuite Angel que Connor est toujours dans l'immeuble et tous deux y retournent accompagnés de Gunn et Fred.
Angel finit par retrouver Connor mais ils sont alors attaqués par Gavin Park, transformé en zombie. Les cadavres des autres employés commencent eux aussi à s'animer et les zombies se révèlent rapidement trop nombreux pour que le groupe puisse les combattre. Gunn décapite néanmoins Gavin Park et Angel emmène le groupe se réfugier dans la Chambre blanche où il s'est déjà rendu une fois (épisode Impardonnable). Quand ils y arrivent, la Bête s'y trouve déjà et est en train d'extraire quelque chose du corps de la petite fille de la Chambre blanche. Avant de mourir, celle-ci dit au groupe que la réponse est parmi eux et les téléporte à l'hôtel Hyperion. Cordelia accueille chaleureusement Connor et essaie plus tard de discuter avec Angel mais le vampire, pensant qu'elle est amoureuse de Connor, lui dit sans ménagement que tous deux devraient partir.

## Statut particulier
Noel Murray, du site The A.V. Club, évoque un épisode « divertissant » et centré sur l'action  avec des « zombies moins effrayants qu'ils auraient pu l'être » et une Bête « ayant peu de personnalité » mais qui est « impressionnante par son côté inexorable ». Pour Mikelangelo Marinaro, du site Critically Touched, qui lui donne la note de C+, le scénario remplit son rôle de faire avancer l'arc narratif de la saison et les scènes impliquant Wesley et Lilah sont « captivantes » mais, en dehors de cela, le reste de l'épisode et les dynamiques entre les personnages sont « peu pertinentes, redondantes ou inintéressantes ».

## Distribution

### Acteurs et actrices crédités au générique
- David Boreanaz : Angel
- Charisma Carpenter : Cordelia Chase
- J. August Richards : Charles Gunn
- Amy Acker : Winifred « Fred » Burkle
- Vincent Kartheiser : Connor
- Alexis Denisof : Wesley Wyndam-Pryce

### Acteurs et actrices crédités en début d'épisode
- Andy Hallett : Lorne
- Stephanie Romanov : Lilah Morgan
- Daniel Dae Kim : Gavin Park
- Vladimir Kulich : La Bête

### Acteurs et actrices crédités en fin d'épisode
- Kay Panabaker : la petite fille de la Chambre blanche